# Mecosta County
Mecosta County ist ein County im Bundesstaat Michigan der Vereinigten Staaten. Der Verwaltungssitz (County Seat) ist Big Rapids. Das U.S. Census Bureau hat bei der Volkszählung 2020 eine Einwohnerzahl von 39.714 ermittelt.

## Geographie
Das County liegt westlich des geographischen Zentrums der Unteren Halbinsel von Michigan. Mecosta County im Westen etwa 80 km vom Michigansee, einem der 5 großen Seen, entfernt und hat eine Fläche von 1479 Quadratkilometern, wovon 40 Quadratkilometer Wasserfläche sind. Es grenzt im Uhrzeigersinn an folgende Countys: Osceola County, Isabella County, Montcalm County und Newaygo County.

## Geschichte
Mecosta County wurde 1840 aus Teilen des Mackinac County und des Oceana County gebildet. Benannt wurde es nach Mecosta, einem indianischen Häuptling.
Zwei Gebäude des Countys sind im National Register of Historic Places eingetragen (Stand 27. Januar 2018).

## Demografische Daten
Nach der Volkszählung im Jahr 2000 lebten im Mecosta County 40.553 Menschen in 14.915 Haushalten und 9.888 Familien. Die Bevölkerungsdichte betrug 28 Einwohner pro Quadratkilometer. Ethnisch betrachtet setzte sich die Bevölkerung zusammen aus 92,68 Prozent Weißen, 3,60 Prozent Afroamerikanern, 0,64 Prozent amerikanischen Ureinwohnern, 0,87 Prozent Asiaten, 0,04 Prozent Bewohnern aus dem pazifischen Inselraum und 0,37 Prozent aus anderen ethnischen Gruppen; 1,79 Prozent stammten von zwei oder mehr Ethnien ab. 1,28 Prozent der Bevölkerung waren spanischer oder lateinamerikanischer Abstammung.
Von den 14.915 Haushalten hatten 29,1 Prozent Kinder unter 18 Jahren, die bei ihnen lebten. 53,3 Prozent waren verheiratete, zusammenlebende Paare, 9,3 Prozent waren allein erziehende Mütter und 33,7 Prozent waren keine Familien. 24,5 Prozent waren Singlehaushalte und in 8,9 Prozent lebten Menschen im Alter von 65 Jahren oder darüber. Die Durchschnittshaushaltsgröße betrug 2,49 und die durchschnittliche Familiengröße lag bei 2,95 Personen.
22,5 Prozent der Bevölkerung waren unter 18 Jahre alt. 19,8 Prozent zwischen 18 und 24 Jahre, 23,0 Prozent zwischen 25 und 44 Jahre, 21,5 Prozent zwischen 45 und 64 Jahre und 13,2 Prozent waren 65 Jahre oder älter. Das Durchschnittsalter betrug 32 Jahre. Auf 100 weibliche Personen kamen 102,8 männliche Personen. Auf 100 Frauen im Alter von 18 Jahren und darüber kamen statistisch 102,2 Männer.
Das jährliche Durchschnittseinkommen eines Haushalts betrug 33.849 USD, das Durchschnittseinkommen einer Familie 40.465 USD. Männer hatten ein Durchschnittseinkommen von 32.127 USD, Frauen 22.467 USD. Das Prokopfeinkommen betrug 16.372 USD. 9,6 Prozent der Familien und 16,1 Prozent der Bevölkerung lebten unterhalb der Armutsgrenze.

## Orte im County
- Altona
- Barryton
- Big Rapids
- Borland
- Canadian Lakes
- Chippewa Lake
- Chippewa Vista
- Grant Center
- Mecosta
- Millbrook
- Morley
- Paris
- Pogy
- Remus
- Rodney
- Rustford
- Stanwood
- Sylvester
- Titus

Townships
- Aetna Township
- Austin Township
- Big Rapids Charter Township
- Chippewa Township
- Colfax Township
- Deerfield Township
- Fork Township
- Grant Township
- Green Charter Township
- Hinton Township
- Martiny Township
- Mecosta Township
- Millbrook Township
- Morton Township
- Sheridan Charter Township
- Wheatland Township